# Julio Ruelas
Julio Ruelas, né le 21 juin 1870 et mort le 16 septembre 1907, est un peintre, graveur et illustrateur mexicain appartenant à l'école symboliste,.
Il était le principal illustrateur du magazine Revista Moderna (es) et plusieurs de ses œuvres sont exposées au musée de la ville de Mexico et au musée de Zacatecas.

## Biographie

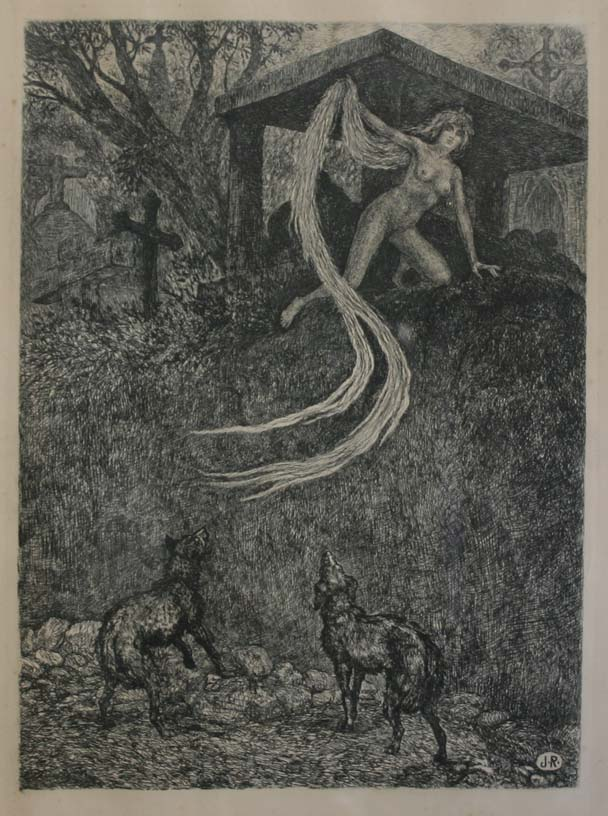
Los fuegos fatuos.

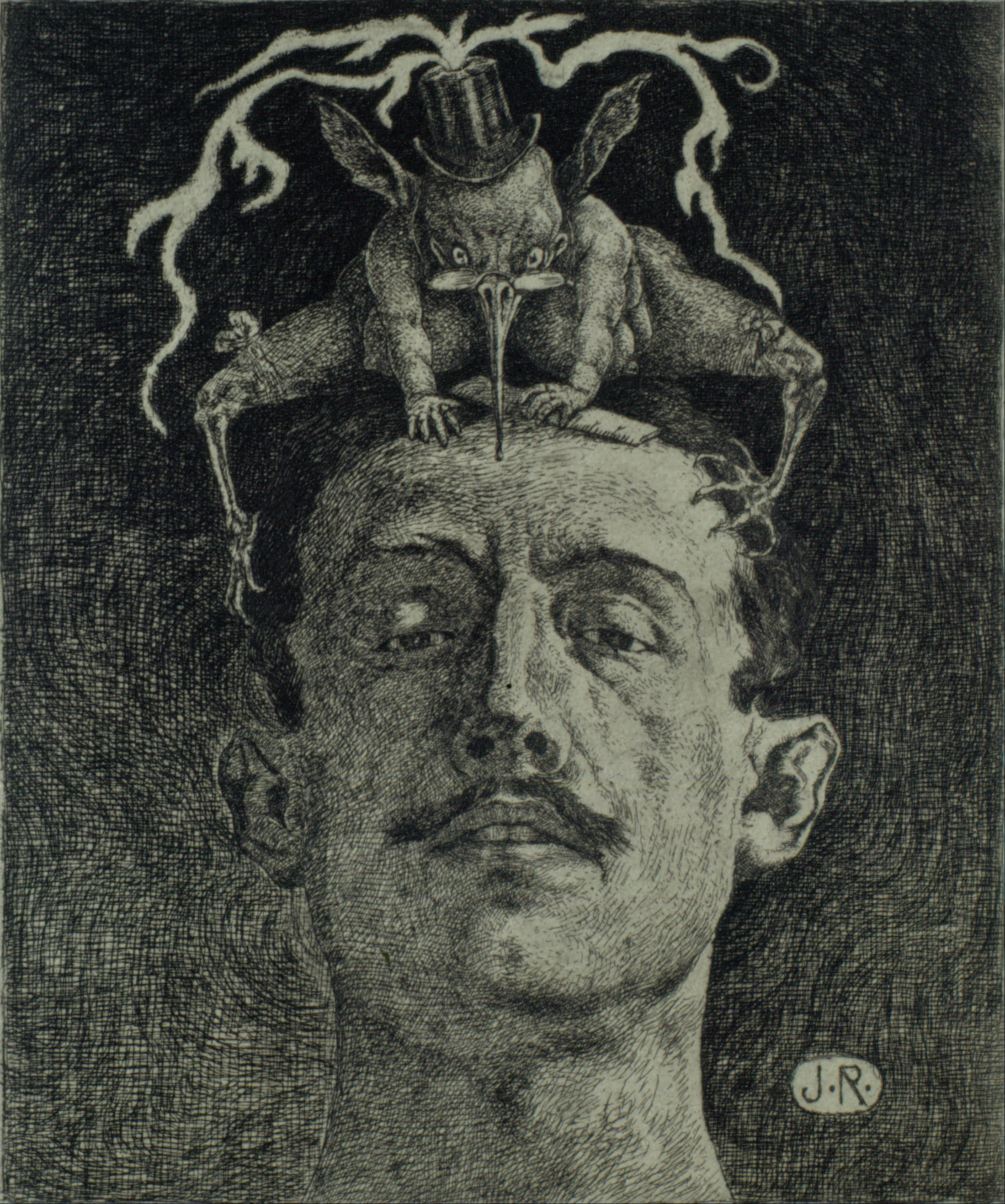
Crítica.

Julio Ruelas est né dans l'État de Zacatecas.
Son père, Don Miguel Ruelas, était député à l'époque de Benito Juárez, et, pendant trois périodes consécutives, ministre des Affaires étrangères du gouvernement de Porfirio Día.  précisément ces activités professionnelles du père de Julio qui obligent la famille Ruelas à déménager à Mexico.
À partir de 1876, il vit à Mexico. Vers 1892, il déménage à Karlsruhe, en Allemagne, où son art est profondément influencé en perfectionnant ses compétences en dessin et a mis un accent particulier sur les études anatomiques,. Il sera aussi l'élève de Giacomo Meyerbeer à Gdańsk.
À son retour au Mexique en 1895, il avait défini son style, « caractérisé par une pulsion funèbre, un arrière-goût de souffrance physique et une curieuse et comique tendance à l'hybridation », selon le plasticien Jonathan Allen.
Il passe les trois dernières années de sa vie à Paris, où il meurt de la tuberculose. Il est inhumé au cimetière du Montparnasse. La sculpture qui couronne sa tombe est une muse désolée pleurant son départ a été créée par le sculpteur mexicain Arnulfo Domínguez Bello et a été commandée par Jesús E. Luján.

## Œuvres notables
- El suplicio de la Reina Mora
- La domadora (1897)
- Retrato de Rubén Campos
- El rapto (1901)
- Antón (1901)
- A la sombra de un hermes (1901)
- Autorretrato con musa (1903)
- Confiteor (1903)
- Fauno tocando la flauta (1903)
- Efluvios (1903)
- Doncella sobre ave gigante (1903)
- En el país de los gigantes (1904)
- Romance en el país de los enanos (1904)
- Mujer alacrán (1904)
- En el país de los enanos (1905)
- Auto de fé (1906)
- Buitre herido (1906)
- Los fuegos fatuos (ca. 1907)
- La mendiga
- La escalera del dragón
- Esfinge
- La princesa cautiva
- La muerte llegó de improviso